# Morado (heráldica)
Em heráldica, morado é um esmalte raramente utilizado, supostamente cor de amora.